# Giovanni Battista Colombo

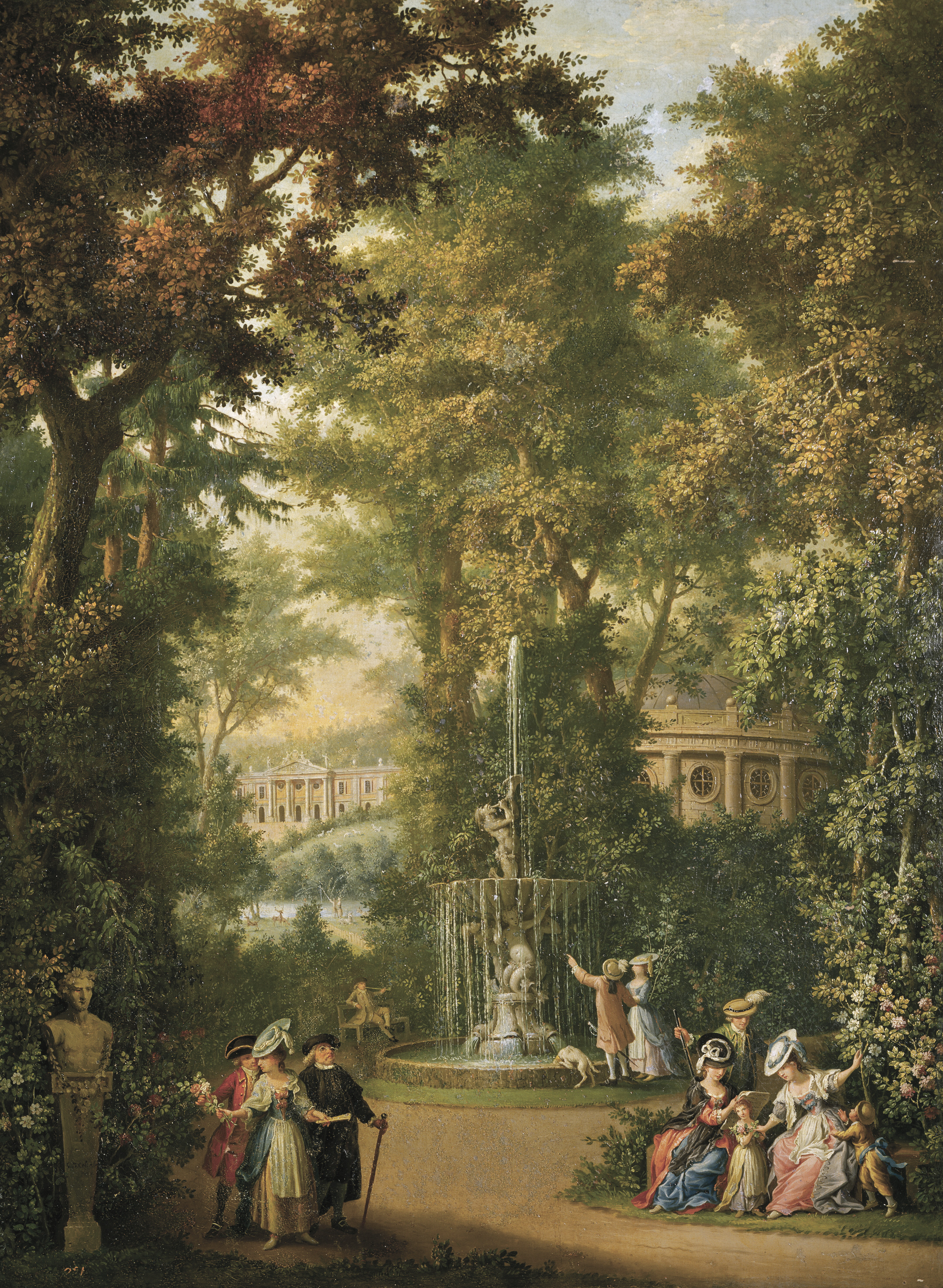
Escenas en un jardín, óleo sobre lienzo, 122 x 92 cm, Madrid, Museo del Prado.

Giovanni Battista Innocenzo Colombo o Colomba (Arogno, 1717 – 1793) fue un pintor, y escenógrafo italiano, nacido en el Cantón del Tesino (Suiza).

## Biografía
Miembro de una familia de artistas, nació en Arogno, en la diócesis de Como. Se formó con su tío, Luca Antonio Colombo. Tras la muerte de este, en 1737, se trasladó a Maguncia donde comenzó a trabajar como pintor independiente. En 1741 recibió el encargo de pintar con perspectivas fingidas y alegorías la bóveda de la Escalera Imperial del viejo ayuntamiento de Fráncfort del Meno con motivo de la coronación del emperador Carlos VII.
Con Niccolini, empresario teatral, viajó por diversas ciudades centroeuropeas antes de establecerse en 1748 en Hamburgo y luego en Hannover, donde fue nombrado pintor de la corte del elector Jorge II. Desde allí viajó a Schleswig-Holstein para pintar el fresco de la Glorificación de la Trinidad en la iglesia de Uetersen. Pasó luego a trabajar como pintor y escenógrafo al servicio del duque de Wurtemberg. En este cometido colaboró en la decoración de la Ópera de Ludwigsburg y dio clases en la Academia de Bellas Artes de Stuttgart, fundada en 1761. Sin abandonar su cargo en la corte de Wurtemberg, hacia 1763 se trasladó a Como para trabajar en la decoración del nuevo teatro y del seminario, ambos desaparecidos, y en los frescos del ábside de la iglesia de San Giacomo. En 1769 abandonó definitivamente la corte de Wurtemberg para establecerse en Turín, contratado por la Compañía de los caballeros que administraban el teatro Regio, para quienes trabajó durante dos temporadas, con frecuentes desencuentros. De 1774 a 1780 residió en Londres como escenógrafo y maquinista del King’s Theatre.
También en Londres consta que en 1774 presentó en la Royal Academy cuatro paisajes al óleo, género del que se conocen algunos ejemplares de acusado estilo rococó, como  Diana y Endimión (1762, Brighton and Hove Museums and Art Galleries) o Escenas en un jardín (Museo del Prado).